# جيمي زين
جيمي زين (بالإنجليزية: Jimmy Zinn)‏ هو لاعب كرة قاعدة أمريكي، ولد في 21 يناير 1895 في بنتون في الولايات المتحدة، وتوفي في 26 فبراير 1991 في ممفيس في الولايات المتحدة.

## وصلات خارجية
- جيمي زين على موقعبيزبول رفرنس.كوم (الدوري الرئيسي) (الإنجليزية)
- جيمي زين على موقعبيزبول رفرنس.كوم (الدوري الثانوي) (الإنجليزية)